# 胡忠坤
胡忠坤（1972年12月—），安徽岳西人，国家杰出青年科学基金获得者，华中科技大学教授。

## 生平
1994年本科毕业于安徽师范大学物理系，1998年于华中理工大学（现华中科技大学）获硕士学位并留校任教，2001年于华中科技大学获博士学位，师从罗俊院士。曾任华中科技大学物理系副主任、物理学院副院长，华中科技大学引力中心主任。现任华中科技大学引力中心支部书记，精密重力测量国家重大科技基础设施工程总经理。

## 学术贡献
主要从事冷原子干涉精密引力测量的研究。主持国家杰出青年科学基金、973计划课题、教育部新世纪优秀人才支持计划项目等多项，研究成果获湖北省自然科学一等奖等。2003年获全国优秀博士论文奖。2017年获全国五一劳动奖章。